# Power Quest
Power Quest fue un grupo anglosajón de power metal melódico, formado en 2001 en Southampton (UK) por el teclista Steve Williams.

## Biografía
Power Quest fue creado en marzo de 2001 por el teclista Steve Williams, que poco antes había terminado el enlace que le unía al grupo londinense DragonHeart (posteriormente DragonForce). Steve Scott, también bajista de DragonHeart y amigo de Williams, le ofreció sus servicios como bajista para su nuevo grupo, y éste aceptó la oferta.
La idea original era hacer de Power Quest un grupo íntegramente de Southampton, pero el hecho de que no encontraran guitarristas de la ciudad interesados, cambiaron su propuesta y contrataron a Adam Bickers; para el segundo guitarrista se intentó contratar a otro exmiembro de DragonHeart, Sam Totman, quien rechazó la oferta debido al compromiso con su banda propia.
En abril de 2002, el vocalista Alessio Garavello, fue contratado por Power Quest como primer vocalista de aquel joven grupo. Alessio venía recomendado por Maurizio Chiarello, mánager del sello discográfico Underground Symphony Records. Ellos fueron los compositores del primer álbum, Wings of Forever, acompañados por el guitarrista Andrea Martongelli, guitarrista de Arthemis, el antiguo grupo de Alessio. Posteriormente, fue contratado como miembro a tiempo completo para sustituir a Bickers, quien había dejado la música para iniciar la carrera de doctor.
En enero de 2003, el batería Andre Bargmann fue contratado por Power Quest para rellenar esa vacante que quedaba vacía, la de batería, pero abandonaría ese mismo año tras grabar el segundo álbum del grupo, Neverworld (2003), siendo substituido en plena gira por el batería de Last Hours of Torment, Gavin Ward, y, posteriormente por otro italiano, Francesco Tresca. Sam Totman también abandonó el grupo al finalizar Neverworld para reincorporarse a los ya más conocidos DragonForce.
Noviembre de 2004 vio como Power Quest colaboraba en un show junto con Dream Evil y Labyrinth en Londres, y ese mismo mes el grupo se puso manos a la obra en Thin Ice Studios para grabar las tres primeras canciones de su próximo nuevo trabajo, un LP mucho más prometedor por la experiencia que estaban acumulando. El nombre del álbum: "Magic Never Dies".
Apenas un año después, Power Quest ya estaba de gira por el Reino Unido promocionando el álbum ya nombrado, destacando su concierto en The Marquis, Londres, el día 25 de noviembre. Visto el relativo éxito, Power Quest planeó su Magic Never Dies Tour II, también por el Reino Unido.
En agosto de 2006, Power Quest anunció el nuevo rol de Alessio Garavello como guitarrista rítmico, un puesto sin ocupar desde que Adam Bickers abandonara la formación en 2003. Ese mismo año, el que fuera bajista de Megadeth hasta 2002, David Ellefson, se incorporaría a la formación en el lugar del bajista fundador Steve Scott
En 2007, octubre concretamente, el MySpace de Napalm Records publicaba la firma del sello discográfico con Power Quest, uno de los mayores aciertos por ambas partes, ya que han sido muy bien promocionados y distribuidos. La firma coincidía con el anuncio por parte de Steve Williams de que un nuevo disco, Master of Illusion, y que traería consigo cinco invitaciones:
Bill Hudson, de Cellador (guitarrista para la canción The Vigil)
Richard West, de Threshold (solo de teclado en la canción Human Machine)
Jorn Viggo Lofstad, de Pagan's Mind, quien ya en 2006 había acompañado al grupo en una pequeña gira.
Chris Neighbour, de FourwayKill
Y Bob Katsionis, de Firewind (invitado para la canción "Save The World").
Bill Hudson sería incorporado de manera permanente en 2008, para formar en la guitarra junto con Andrea Martongelli.
En 2010, Power Quest forma una nueva alineación tomada por el vocalista Chitral Chity Somapala, dejando de lado a Garavello por problemas personales. El anuncio de un nuevo álbum 'Blood Alliance' que se suponía daría a luz en octubre de este año pero para hacer algunas mejoras se asegura que en febrero del 2011 esté a la venta
A finales del año 2011 Chity decide dejar la banda, para dedicarse en solitario a su estilo, el rock y el blues. Power Quest buscó a un nuevo vocalista, encontrándolo inmediatamente, llamado Colin Callaman, de 31 años, de Galway Irlanda. Steve comentó:  Estamos encantados de dar la bienvenida a Colin a la banda, con su voz nos ha impresionado a todos, su voz y su personalidad es lo que hemos estado buscando.
En 2013, "Power Quest" anuncian que se separan por problemas económicos. Pero en 2016 anunciaron su regreso con nueva formación y en 2017 sacaron su disco llamado Sixth Dimension.

## Miembros actuales
- Steve Williams - teclados (2001–2013, 2016-2023)
- Ashley Edison - voz principal (2016-2023)
- Dan Owen - guitarras (2016-2023)
- Paul Finnie - bajo (2009–2013, 2016-2023)
- Rich Smith - batería (2009–2013, 2016-2023)
- Gavin Owen - guitarras (2010–2013, 2016-2023)

## Miembros pasados
- Andy Midgley - guitarras y coros  (2009–2013)
- Colin Callanan - voz principal (2011–2013)
- Adam Bickers - guitarras (2001–2003)
- Sam Totman - guitarras (2001–2003)
- ZP Theart - voz principal (2001-2002)
- Steve Scott - bajo (2001–2009, miembro en vivo durante la gira de 2012)
- Alessio Garavello - voz principal (2002–2009), guitars (2006–2008)
- Andre Bargmann - batería (2003)
- Gavin Ward - batería (2003)
- Andrea Martongelli - guitarras y coros (2003–2009)
- Francesco Tresca - batería (2003–2009)
- Bill Hudson - guitarras (2008–2010)
- Oliver Holzwarth - bajo (2009)
- Pete Morten - voz principal (2009–2010)
- Ben Randall - guitarras (2009–2010)
- Chitral Somapala - voz principal (2010–2011)

## Discografía
- Power Quest (2001) Demo
- Promo 2002 (2002) EP
- Wings of Forever (2002)
- Neverworld (2003 Japan , 2004 Europa)
- Magic Never Dies (2005)
- Master of Illusion (2008)
- Blood Alliance (2011)
- Face The Raven (2016) EP
- Sixth Dimension (2017)